# Guinea-Bissau ai Giochi della XXXI Olimpiade
La Guinea-Bissau partecipò ai Giochi della XXXI Olimpiade, svoltisi a Rio de Janeiro, Brasile, dal 5 al 21 agosto 2016, con una delegazione di 5 atleti impegnati in 3 discipline: atletica leggera, judo e lotta.
Alla cerimonia di apertura la Guinea sfilò all'89º posto, preceduta dalla Guinea Equatoriale e seguita da Haiti; portabandiera fu il lottatore Augusto Midana, alla sua terza Olimpiade.
Fu la sesta partecipazione di questo paese ai Giochi Olimpici. Non furono conquistate medaglie.

## Risultati

### Atletica leggera
| Q | Qualificato al turno successivo per la posizione in qualificazione                                                           |
| q | Qualificato per il turno successivo per ripescaggio o, negli eventi su campo, conquistando la misura minima per qualificarsi |

Maschile
Eventi su pista e strada
| Atleta          | Evento      | Preliminari | Preliminari | Batteria    | Batteria    | Semifinale  | Semifinale  | Finale      | Finale      |
| Atleta          | Evento      | Risultato   | Posizione   | Risultato   | Posizione   | Risultato   | Posizione   | Risultato   | Posizione   |
| --------------- | ----------- | ----------- | ----------- | ----------- | ----------- | ----------- | ----------- | ----------- | ----------- |
| Holder da Silva | 100 m piani | 10.97       | 4           | non qualif. | non qualif. | non qualif. | non qualif. | non qualif. | non qualif. |

Femminile
Eventi sul campo
| Atleta          | Evento         | Qualificazioni | Qualificazioni | Finale      | Finale      |
| Atleta          | Evento         | Risultato      | Posizione      | Risultato   | Posizione   |
| --------------- | -------------- | -------------- | -------------- | ----------- | ----------- |
| Jéssica Inchude | Getto del peso | 15.15          | 36             | non qualif. | non qualif. |

### Judo
Femminile
| Atleta       | Evento | Preliminari          | 16-esimi                       | Ottavi               | Quarti               | Semifinali           | Ripescaggio          | Med. bronzo          | Finale               | Posizione       |                 |
| Atleta       | Evento | Avversario Risultato | Avversario Risultato           | Avversario Risultato | Avversario Risultato | Avversario Risultato | Avversario Risultato | Avversario Risultato | Avversario Risultato | Posizione       |                 |
| ------------ | ------ | -------------------- | ------------------------------ | -------------------- | -------------------- | -------------------- | -------------------- | -------------------- | -------------------- | --------------- | --------------- |
| Taciana Lima | −48 kg | Bye                  | Otgontsetseg (KAZ) P (10-10 S) | non qualificato      | non qualificato      | non qualificato      | non qualificato      | non qualificato      | non qualificato      | non qualificato | non qualificato |

### Lotta

#### Libera
Maschile
| Atleta            | Evento | Qualificazione          | Ottavi                  | Quarti               | Semifinali           | Ripescaggio Turno 1  | Ripescaggio Turno 2  | Finale/ Finale per il bronzo | Pos.            |                 |
| Atleta            | Evento | Avversario Risultato    | Avversario Risultato    | Avversario Risultato | Avversario Risultato | Avversario Risultato | Avversario Risultato | Avversario Risultato         | Pos.            |                 |
| ----------------- | ------ | ----------------------- | ----------------------- | -------------------- | -------------------- | -------------------- | -------------------- | ---------------------------- | --------------- | --------------- |
| Augusto Midana    | −65 kg | Bye                     | Burroughs (USA) P (1-3) | non qualificato      | non qualificato      | non qualificato      | non qualificato      | non qualificato              | non qualificato | non qualificato |
| Bedopassa Buassat | −97 kg | Ibragimov (UZB) P (0-5) | non qualificato         | non qualificato      | non qualificato      | non qualificato      | non qualificato      | non qualificato              | non qualificato | non qualificato |